# Gilbert Buatère
Gilbert Buatère, aussi Giselbert Buatère, est un aventurier normand de la famille Drengot, mort à Cannes (Italie) en 1018. 
Les querelles incessantes qu’il avait avec ses voisins, et les faciles exploits de ses compatriotes en Sicile le décidèrent à partir pour l’Italie avec ses quatre frères et un certain nombre d’aventuriers qui se joignirent à eux. 
Arrivé en Pouilles, à la tête d’environ 100 cavaliers, il entra au service de Melo de Bari, qui lui fit des offres magnifiques pour combattre les Grecs. Il accepta, et, avec sa petite troupe, il remporta sur les Grecs trois victoires consécutives ; mais enfin, écrasé par le nombre, il périt à Cannes avec presque tous ses compagnons d’armes. Son frère, Rainolfe, qui était parvenu à échapper au désastre, se réfugia auprès du prince de Capoue et fonda le comté d’Averse.

## Source
« Gilbert Buatère », dans Pierre Larousse, Grand dictionnaire universel du XIXe siècle, Paris, Administration du grand dictionnaire universel, 15 vol., 1863-1890 [détail des éditions].